# جيمس س. إروين
جيمس س. إروين (بالإنجليزية: James C. Irwin)‏ هو ضابط أمريكي، ولد في 7 يونيو 1929 في دي موين في الولايات المتحدة، وتوفي في 21 مارس 2018 في تشاندلر في الولايات المتحدة بسبب مرض آلزهايمر.